# Cale Boyter
Cale Boyter (28 giugno 1972) è un produttore cinematografico statunitense, candidato a due Premi Oscar al miglior film.

## Biografia
Tra i primi film da lui prodotti, si ricordano Scemo & + scemo 2 , Elf - Un elfo di nome Buddy, The Butterfly Effect e Blade: Trinity. Nel 2022 ha ricevuto la sua prima candidatura al Premio Oscar al miglior film per Dune di Denis Villeneuve. Nel 2025 ha ricevuto la sua seconda nomination per Dune - Parte due.

## Filmografia
- Scemo & più scemo - Iniziò così... (Dumb and Dumberer: When Harry Met Lloyd), regia di Troy Miller (2003)
- Elf - Un elfo di nome Buddy (Elf), regia di Jon Favreau (2003)
- The Butterfly Effect, regia di Eric Bress e J. Mackye Gruber (2004)
- Blade: Trinity, regia di David S. Goyer (2004)
- A History of Violence, regia di David Cronenberg (2005)
- 2 single a nozze - Wedding Crashers (Wedding Crashers), regia di David Dobkin (2005)
- Just Friends (Solo amici) (Just Friend), regia di Roger Kumble (2005)
- Grilled, regia di Jason Ensler (2006)
- Come mangiare i vermi fritti (How to Eat Fried Worms), regia di Bob Dolman (2006)
- Tenacious D e il destino del rock (Tenacious D in The Pick of Destiny), regia di Liam Lynch (2006)
- Nativity (The Nativity Story), regia di Catherine Hardwicke (2006)
- Shoot 'Em Up - Spara o muori! (Shoot 'Em Up), regia di Michael Davis (2007)
- Semi-Pro, regia di Kent Alterman (2008)
- Viaggio al centro della Terra (Journey to the Center of the Earth), regia di Eric Brevig (2008)
- Pride and Glory - Il prezzo dell'onore (Pride and Glory), regia di Gavin O'Connor (2008)
- La rivolta delle ex (Ghosts of Girlfriends Past), regia di Mark Waters (2009)
- Noah, regia di Darren Aronofsky (2014)
- SpongeBob - Fuori dall'acqua (The SpongeBob Movie: Sponge Out of Water), regia di Paul Tibbitt e Mike Mitchell (2015)
- Monster Trucks, regia di Chris Wedge (2016)
- Diverso come me (Same Kind of Different as Me), regia di Michael Carney (2017)
- Pacific Rim - La rivolta (Pacific Rim Uprising), regia di Steven S. DeKnight (2018)
- Pokémon: Detective Pikachu (Detective Pikachu), regia di Rob Letterman (2019)
- Dune, regia di Denis Villeneuve (2021)
- A Christmas Story Christmas, regia di Clay Kaytis (2022)
- The Machine, regia di Peter Atencio (2023)
- Dune - Parte due (Dune: Part Two), regia di Denis Villeneuve (2024)

## Riconoscimenti
- Premio Oscar
  - 2022 - Candidatura al miglior film per Dune
  - 2025 - Candidatura al miglior film per Dune - Parte due
- Premio BAFTA
  - 2022 - Candidatura al miglior film per Dune